# Soulsoup
"SOULSOUP" (ソウルスープ Sourusūpu) là một bài hát của ban nhạc Nhật Bản Official Hige Dandism được hãng đĩa IRORI Records phân phối vào ngày 13 tháng 12 năm 2023.

## Tổng quan
Vào ngày 30 tháng 10 năm 2023, có thông báo rằng một ban nhạc Official Hige Dandism đã viết "SOULSOUP" làm bài hát chủ đề cho bộ phim hoạt hình "Gia đình × Điệp viên Mã: Trắng" phát hành tại Nhật Bản vào ngày 22 tháng 12 năm 2023. Đây là lần thứ hai mà ban nhạc gắn bó với bộ truyện kể từ bài hát "Mixed Nuts", được sử dụng làm bài hát chủ đề mở đầu cho mùa đầu tiên của bộ anime Spy × Family‎. Đồng thời, một đoạn giới thiệu cho bộ phim sử dụng bài hát đã được phát hành và bạn có thể nghe thấy một phần của bài hát.
Vào ngày 8 tháng 12, một trang web dành riêng cho bài hát đã được tạo ra và một video teaser đã được phát hành.
Vào ngày 11 tháng 12, phiên bản đầy đủ của bài hát đã được phát hành lần đầu tiên trên chương trình radio "Rojiura Base" (FM FUJI), nơi thành viên Narazaki Makoto đóng vai trò khách mời.

## Phát hành
Bài hát này được phát hành lần đầu sau tác phẩm trước đó là "Chessboard" 3 tháng và chỉ được phát hành bằng việc phân phối dưới dạng kỹ thuật số mà không có thông báo nào về việc bài hát sẽ được phát hành trong một album hay đĩa đơn CD nào.

## Video âm nhạc
Bài hát được phát hành trên YouTube vào ngày 13 tháng 12 năm 2023. Các thành viên ban nhạc mặc những bộ đồ như những người học việc của đầu bếp trong quán ramen và kể chuyện với những vị khách hàng "độc đáo". Video âm nhạc cũng bao gồm các cảnh biểu diễn và cảnh hoạt hình của AC Department.
Vào ngày 17 tháng 1 năm 2024, hâu trường thực hiện video âm nhạc được phát hành trên YouTube.

## Danh sách bài hát
| STT | Nhan đề    | Sáng tác         | Thời lượng |
| --- | ---------- | ---------------- | ---------- |
| 1.  | "SOULSOUP" | Fujihara Satoshi | 5:12       |